# Henry St. John
Henry St. John, 1ste Burggraaf van Bollingbroke (Battersea, 16 september 1678 – aldaar, 12 december 1751) was een Engelse politicus, minister en politicoloog.

## Biografie

### Vroege jaren
Lang werd aangenomen dat St. John zijn opleiding kreeg aan Eton College en de Universiteit van Oxford, maar waarschijnlijk verkreeg hij zijn scholing aan een academie van de Engelse dissenters. In de periode 1698-99 reisde hij door Europa en in 1700 huwde hij met Frances Winchcombe. Een jaar later kreeg hij een zetel in het parlement en hier kreeg hij al snel een reputatie door zijn uitstekende redevoeringen en zijn steun voor Tory-maatregelen. Hij viel regelmatig de voormalige Whig-regering aan en de Dissenters, de belangrijkste bondgenoten van de Whigs.

### Ministerschap
In 1704 werd St. John Minister van Oorlog en sloot hij zich aan bij de gematigde politiek van Robert Harley, een van de belangrijkste ministers van koningin Anna van Groot-Brittannië. Tijdens zijn ministerschap spande hij zich in om voldoende troepen te leveren aan John Churchill voor diens strijd in de Spaanse Successieoorlog. In februari 1708 legde hij zijn ministerschap neer samen met Harley nadat ze niet konden voorkomen dat de Whigs invloed kregen op het overheidsbeleid. St. John slaagde er vervolgens niet in om een zetel te winnen in het parlement en hij wist Harley te overtuigen om zich bij de Tory's aan te sluiten.
In de nieuwe ministersploeg van Harley werd St. John in 1710 Minister voor het Noordelijk Departement. Weldra ontpopte hij zich tot een tegenstander van de gematigde koers van Harley. Hij probeerde het beleid van de regering te controleren en Harley zelfs te vervangen, maar deze pogingen waren niet succesvol. Harley begon ook geheime onderhandelingen met Frankrijk en nadat St. John hiervan op de hoogte kwam was hij niet in staat om zijn stempel te drukken op de voorwaarden die uitmondden in de Vrede van Utrecht. Harley overleed in 1714, maar de nieuwe koning George I ontsloeg St. John vervolgens uit zijn functie.

### Ballingschap
St. John vreesde dat hij afgezet zou worden vanwege zijn relaties met Frankrijk en de Jakobieten. Daarom vluchtte hij in maart 1715 naar Frankrijk. Aldaar werd hij de premier van Jacobus Frans Eduard Stuart (The Old Pretender). Hierdoor kon de Britse regering zijn goederen en burgerlijke vrijheden afnemen. Dit leidde ertoe dat zijn toekomst afhing van een succesvolle Jakobitische opstand, maar ondanks zijn harde werk faalde de Jakobitische opstand van 1715. St. John kreeg de nodige beschuldigingen over hem heen waardoor de Old Pretender hem ontsloeg uit zijn ambt.
In de periode die volgde probeerde St. John weer in de gunst te komen bij de Britse Whig-regering. In 1717 schreef hij een brief om zijn acties sinds 1710 te verdedigen en de Tories te overtuigen de Jackobitische zaak te verlaten. Het is niet verrassend dat hij het moeilijk vond om mensen ervan te overtuigen zijn recente gedrag te vergeten. Tijdens deze jaren van zijn ballingschap legde St. John zich verder toe op historische en filosofische studies en schreef hij verschillende boeken, waaronder Reflections upon Exile and Reflections Concerning Innate Moral Principles. In 1719 zou hij ook huwen met een Franse weduwe, de Markiezin van Villette.

### Terugkeer
Na jaren van petitioneren kreeg St. John in 1723 een pardon. Daarna zou het nog twee jaar duren voor hij daadwerkelijk kon terugkeren naar Engeland toen hij een landgoed in Dawley kon kopen. Toch werd hij nooit volledig in zijn oude rechten hersteld, hij kon zijn titel (Burggraaf van Bollingbroke) niet herkrijgen of zijn zetel in het Hogerhuis opeisen. Hij weet deze uitsluiting aan de vijandschap van Robert Walpole, tegen wie hij zich in het verleden meerdere malen had uitgesproken. 

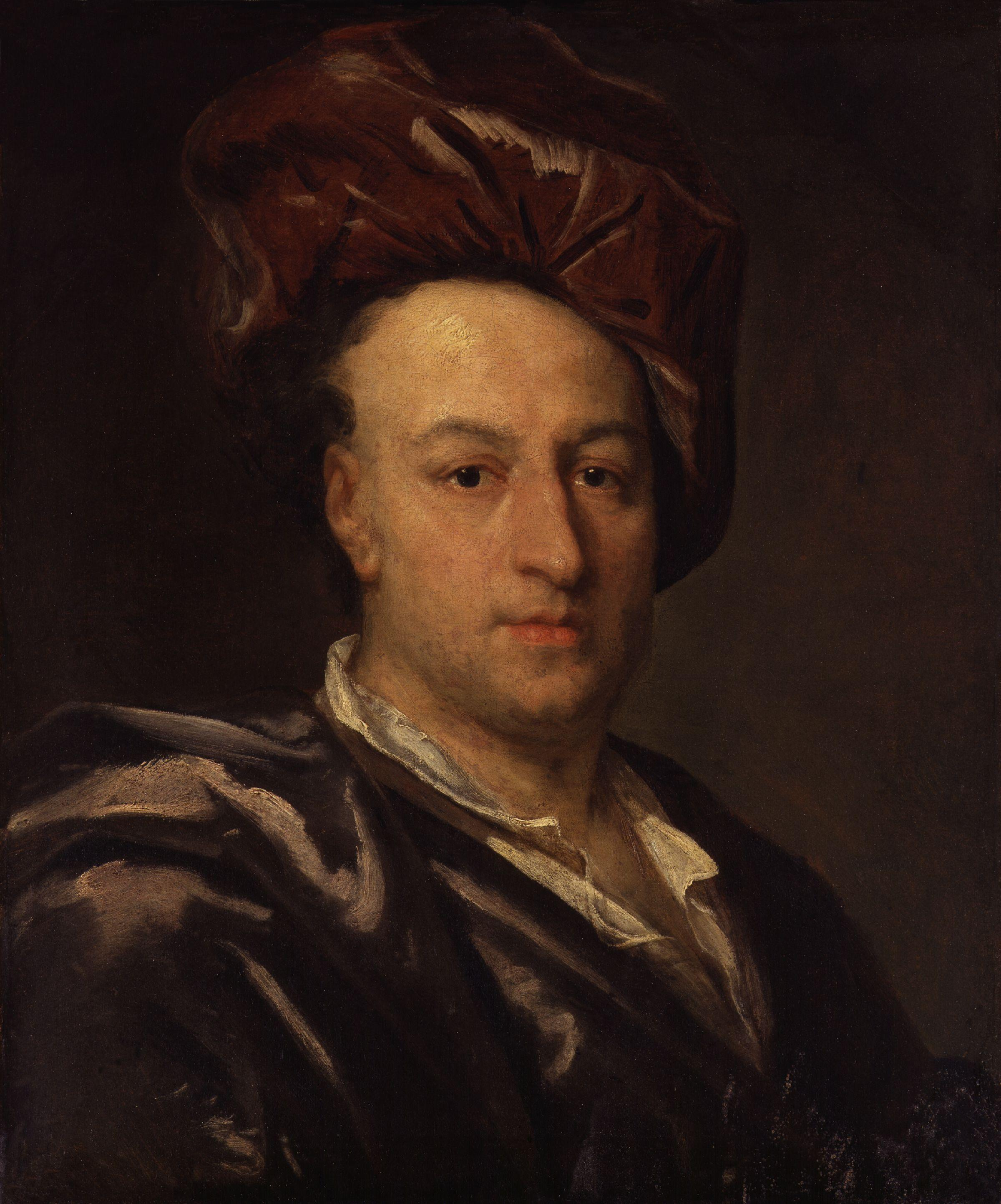
Henry St. John, geportretteerd door Jonathan Richardson.

St. John bleef zich druk maken over hoe Walpole de macht leek te monopoliseren door het buitensporige gebruik van omkoping en corruptie. Hoewel dit soort beschuldigingen overdreven waren zat er wel een kern van waarheid in om oppositie te voeren tegen Walpole. Omstreeks 1730 trachtte hij dan ook een politieke beweging op te zetten waarbij een "plattelandsgroepering" van landjonkers en patriotten in verzet zou komen tegen de corruptheid van de Old Whigs en die een efficiëntere regering eiste die het systeem van ambtsmisbruik, nepotisme en vriendjespolitiek zou tegengaan.
In 1735 trok hij zich terug in Frankrijk en in 1738 bezocht hij nog een enkele maal Engeland. De politieke ideeën van St. John vonden omstreeks 1740 een gewillig oor bij de politieke groepering die bekend stond als "The Leiceister House Set" van kroonprins Frederik van Groot-Brittannië om zich met deze ideeën af te zetten van Walpole, George II en de Pelhams. Deze politieke ideeën hadden ook de nodige invloed op de vorming van de nog jonge prins George, de latere George III.
In zijn laatste jaren had St. John nauwelijks politieke invloed meer. Hij kwakkelde met zijn gezondheid en deze verslechterde verder door de dood van zijn vrouw in 1750. Hoewel St. John stierf als een verwaarloosde figuur, zorgde de postume publicatie van zijn werken in 1754 voor veel controverse. Zijn onorthodoxe religieuze opvattingen werden eindelijk openbaar gemaakt en van alle kanten veroordeeld.

## The Idea of the Patriot King
Het boek The Idea of the Patriot King schreef St. John in 1738 en verspreidde hij aanvankelijk in kleine kring. Pas in 1749 werd het gepubliceerd voor een groter publiek. In dit boek stelde St. John dat de rol van een constitutioneel beperkte erfelijke monarch belangrijk was. Volgens hem was een beperkte monarchie dan ook de beste regering. De beperkingen op de kroon zouden zo ver "moeten gaan als nodig is om de vrijheden van het volk te garanderen" en voldoende moeten zijn om het volk te beschermen van de aristocratie.
Volgens St. John leidde het regeren van partijen tot een staat van desastreuze factiezucht. De koning moest dan ook regeren over een verenigde natie en om succesvol te kunnen regeren moest de koning zich aan het hoofd stellen van zijn volk om hen "rust, rijkdom, macht en roem" te bezorgen. Tot de patriot-vorsten die St. John bewonderde hoorden Elizabeth I van Engeland en Hendrik IV van Frankrijk.